# Deák-Bárdos György
Deák-Bárdos György (1930-ig Bárdos György Gyula) (Budapest, 1905. június 5. – Budapest, 1991. augusztus 14.) magyar zeneszerző, orgonista, ének-és zenetanár, Bárdos Lajos öccse.

## Élete
Bárdos Lajos (1866–1958) bánya- és kohómérnök és Kauffmann Anna gyermekeként született. A Verbőczy István Főgimnáziumban tett érettségit (1923) követően külföldre utazott és három éven át Németországban, Szlovákiában és Olaszországban járt orgona-tanulmányutakon. 1929-ben végzett a Zeneművészeti Főiskolán, ahol zeneszerzési, orgona és tanári oklevelet szerzett. Közben kétszer is elnyerte a Liszt Ferenc-díjat és tanulmányai befejezésekor állami ösztöndíjban is részesült. A fővárosban középiskolai énektanár lett, majd 1933 és 1947 között az általa alapított Jézus Szíve Énekkar vezetője lett a Mária utcai Jézus Szíve-templomban. 1946-ban kinevezték a Zeneakadémia tanárává. Az Országos Cecília Egyesületben jegyzőként dolgozott a magyar egyházi zene továbbépítésén. A Magyar Énekoktatók Országos Egyesületében és a „Testvériség“ Dalkör élén is eredményes munkásságot fejtett ki.  
Számos egyházi zeneművet alkotott, többek között magyar miséket, himnuszokat, motettákat, egyházi dalokat, orgona passiókat. Deák Bárdos mint világi zeneszerző szintén főleg karműveket alkotott. 
Házastársa Lengyel Erzsébet volt, akivel 1934. november 13-án Budapesten, az I. kerületben kötött házasságot.

## Művei

### Zenekari misék
- Szent Imre mise (bemutatva: Párizs (1931), USA (1932))
- Missa Diatonica (1937)

### Cappella misék
- Missa Cantata
- Missa Brevis

### Orgona mise
- Missa Canon

### Kantáták
- Rosarium (Párizs, 1933)
- Parasceve (Aachen, 1934)
- Pastoral (Róma, 1938)

### Egyházi karmű
- Confirma me (Frankfurt, 1936)

### Népdalciklusok
- Katonadalok
- Borsodi bokréta
- Parasztdalok

## Díjai, elismerései
- 1964 – Kiváló tanár
- 1973 – az Oktatásügy Kiváló Dolgozója
- 1975 – Munka Érdemrend, ezüst fokozat